# Jon Henrik Fjällgren
Jon Henrik Fjällgren, född Mario Montoya född 26 april 1987 i Cali i Colombia, är en svensk-samisk sångare och jojkare.

## Biografi
Fjällgren är till vardags renskötare i  Mittådalens sameby i Härjedalen. Sina första månader i livet tillbringade han i en by i Colombia för att senare förflyttas till ett barnhem. När han var sex månader gammal adopterades han till Mittådalens sameby.
Sin första konsert genomförde han som 14-åring i Funäsdalens kyrka med kung Carl XVI Gustaf och drottning Silvia närvarande. Därefter började hans karriär som artist. Han gjorde en skiva som 16-åring som hette ”Onne vielle”. Den 19 maj 2014 släppte han sitt debutalbum Goeksegh, och han vann även Talang Sverige 2014.
Fjällgren deltog i Melodifestivalen 2015 med låten "Jag är fri (Manne leam frijje)". Låten tävlade i den tredje deltävlingen där den tog sig direkt till final och slutligen kom på andra plats, efter Måns Zelmerlöw. I Melodifestivalen 2017 tävlade Fjällgren tillsammans med Aninia med låten "En värld full av strider (Eatneme gusnie jeenh dåaroeh)", där Fjällgren framförde jojk. Duon tävlade i den fjärde deltävlingen och tog sig direkt till final. Där slutade de på tredje plats, efter vinnaren Robin Bengtsson och tvåan Nano.
Fjällgren deltog Let's Dance 2018 och vann med sin danspartner Katja Luján Engelholm. I Melodifestivalen 2019 tävlade han i tredje deltävlingen med låten "Norrsken" som tog honom direkt till final där han slutade på en fjärdeplats. Under våren 2020 deltog Jon Henrik i Stjärnornas Stjärna där han slutade på en andraplats efter vinnaren David Lindgren.
Han deltog även i Melodifestivalen 2023 tillsammans med Arc North och Adam Woods med bidraget Where You Are (Sávežan) och tog sig direkt till final genom att vinna deltävlingen. Det var enligt Fjällgren hans sista deltagande i Melodifestivalen.
Fjällgren är ledamot av Sametinget sedan valet till Sametinget år 2021 och representerar där partiet Samerna.

## Diskografi

### Studioalbum
- 2005 – Onne vielle (limiterad utgåva)
- 2014 – Goeksegh
- 2015 – Goeksegh - Jag är fri
- 2017 – Aatjan goengere